# أنتوني كاسيريس
أنتوني كاسيريس (بالإنجليزية: Anthony C?ceres)‏ (مواليد 29 سبتمبر 1992) هو لاعب كرة قدم إسترالي ، يجيد اللعب في خط الوسط ، و لعب لنادي الوصل الإماراتي معار من نادي مانشستر ستي .
لعب مع نادي سنترال كوست مارينرز و انظم إلى نادي مانشستر ستي الإنجليزي الذي أعاره إلى نادي ملبورن سيتي في عام 2016 و إلى نادي الوصل عام 2017 .

## روابط خارجية
- أنتوني كاسيريس على موقع قاعدة بيانات كرة القدم.إي يو (الإنجليزية)
- أنتوني كاسيريس على موقع Soccerbase.com (لاعب) (الإنجليزية)
- أنتوني كاسيريس على موقع Soccerway.com (الإنجليزية)